# La Feuillie (Sekwana Nadmorska)
Feuillie – miejscowość i gmina we Francji, w regionie Normandia, w departamencie Sekwana Nadmorska.
Według danych na rok 1990 gminę zamieszkiwało 1008 osób, a gęstość zaludnienia wynosiła 25 osób/km² (wśród 1421 gmin Górnej Normandii Feuillie plasuje się na 234. miejscu pod względem liczby ludności, natomiast pod względem powierzchni na miejscu 5.).